# Bhojrob Badźar
Bhojrob Badźar (beng. ভৈরব বাজার, ang. Bhairab Bazar) – miasto w środkowym Bangladeszu, w prowincji Dhaka. W 2001 roku liczyło 93 tys. mieszkańców.